# Futebol Clube do Porto 2017-2018
Questa pagina raccoglie i dati riguardanti il Futebol Clube do Porto nelle competizioni ufficiali della stagione 2017-2018.

## Organigramma societario
Area direttiva
- Presidente:Pinto da Costa

Area tecnica
- Allenatore: Sérgio Conceição
- Allenatore in seconda: Siramana Dembélé
- Preparatore dei portieri: Diamantino Figueiredo

## Rosa

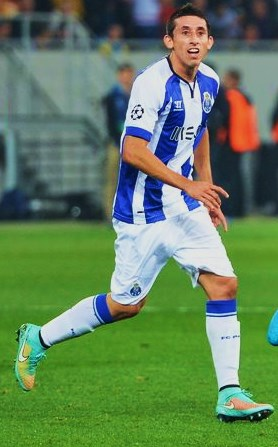
Héctor Herrera, capitano del Porto

| N. |                       | Ruolo | Calciatore        |
| -- | --------------------- | ----- | ----------------- |
| 1  | Spagna (bandiera)     | P     | Iker Casillas     |
| 2  | Uruguay (bandiera)    | D     | Maxi Pereira      |
| 4  | Venezuela (bandiera)  | D     | Yordan Osorio     |
| 5  | Spagna (bandiera)     | D     | Iván Marcano      |
| 6  | Brasile (bandiera)    | C     | Paulinho          |
| 7  | Portogallo (bandiera) | A     | Hernâni           |
| 8  | Algeria (bandiera)    | A     | Yacine Brahimi    |
| 9  | Camerun (bandiera)    | A     | Vincent Aboubakar |
| 10 | Spagna (bandiera)     | C     | Óliver Torres     |
| 11 | Mali (bandiera)       | A     | Moussa Marega     |
| 12 | Portogallo (bandiera) | P     | José Sá           |
| 13 | Brasile (bandiera)    | D     | Alex Telles       |
| 14 | Portogallo (bandiera) | A     | Gonçalo Paciência |
| 16 | Messico (bandiera)    | C     | Héctor Herrera    |
| 17 | Messico (bandiera)    | A     | Jesús Corona      |
| 18 | Ghana (bandiera)      | A     | Majeed Waris      |

| N. |                       | Ruolo | Calciatore      |
| -- | --------------------- | ----- | --------------- |
| 20 | Portogallo (bandiera) | C     | André André     |
| 21 | Portogallo (bandiera) | D     | Ricardo Pereira |
| 22 | Portogallo (bandiera) | C     | Danilo          |
| 23 | Messico (bandiera)    | D     | Diego Reyes     |
| 25 | Brasile (bandiera)    | C     | Otávio          |
| 26 | Brasile (bandiera)    | P     | Vaná Alves      |
| 27 | Portogallo (bandiera) | C     | Sérgio Oliveira |
| 28 | Brasile (bandiera)    | D     | Felipe          |
| 29 | Brasile (bandiera)    | A     | Tiquinho Soares |
| 30 | Portogallo (bandiera) | D     | Diogo Dalot     |
| 40 | Brasile (bandiera)    | P     | Fabiano         |
| 44 | Portogallo (bandiera) | D     | Jorge Fernandes |
| 50 | Brasile (bandiera)    | D     | Luizão          |
| 87 | Portogallo (bandiera) | C     | Bruno Costa     |
| 90 | Brasile (bandiera)    | C     | Galeno          |
| 95 | Portogallo (bandiera) | A     | André Pereira   |

## Risultati

### Primeira Liga

#### Girone di andata
| Arbitro: | Hugo Miguel |

|                                         |           |  |
| Marega 35’, 62’ Brahimi 54’ Marcano 71’ | Marcatori |  |

| Arbitro: | Fábio Veríssimo |

|  |           |               |
|  | Marcatori | 37’ Aboubakar |

| Arbitro: | Manuel Oliveira |

|                         |           |  |
| Aboubakar 18’, 21’, 77’ | Marcatori |  |

| Arbitro: | Carlos Xistra |

|  |           |              |
|  | Marcatori | 7’ J. Corona |

| Arbitro: | Rui Oliveira |

|                                     |           |  |
| Aboubakar 49’ Soares 86’ Marega 88’ | Marcatori |  |

| Arbitro: | Jorge Sousa |

|                 |           |                           |
| Nuno Santos 80’ | Marcatori | 54’ D. Pereira 67’ Marega |

| Arbitro: | Luís Ferreira |

|                                                       |           |                         |
| Marcano 20’ Aboubakar 22’ Marega 25’ Brahimi 49’, 67’ | Marcatori | 36’ Shoya 72’ Fernandes |

| Lisbona 1º ottobre 2017, ore 19:15 CEST (UTC+2) 8ª giornata | Sporting Lisbona | 0 – 0 referto | Porto | Estádio José Alvalade (47 017 spett.)\| Arbitro: \| Carlos Xistra \| |
| Arbitro:                                                    | Carlos Xistra    |               |       |                                                                      |

| Arbitro: | Manuel Oliveira |

|                                                                      |           |            |
| R. Pereira 3’ Felipe 17’ Marega 25’, 33’ J. Corona 65’ Aboubakar 72’ | Marcatori | 7’ Welthon |

| Arbitro: | Hugo Miguel |

|  |           |                                      |
|  | Marcatori | 50’ Aboubakar 80’ Marega 85’ Brahimi |

| Arbitro: | Fábio Veríssimo |

|                           |           |  |
| Herrera 43’ Aboubakar 90’ | Marcatori |  |

| Arbitro: | Manuel Rui Costa |

|           |           |               |
| Gomes 63’ | Marcatori | 6’ R. Pereira |

| Porto 3 dicembre 2017, ore 20:30 CEST (UTC+1) 13ª giornata | Porto       | 0 – 0 referto | Benfica | Estádio do Dragão (49 809 spett.)\| Arbitro: \| Jorge Sousa \| |
| Arbitro:                                                   | Jorge Sousa |               |         |                                                                |

| Arbitro: | Tiago Martins |

|  |           |                                                  |
|  | Marcatori | 31’, 45+3’ (rig.), 69’ Aboubakar Marega 40’, 83’ |

| Arbitro: | Manuel Mota |

|                           |           |             |
| Reyes 19’ Marega 45’, 78’ | Marcatori | 26’ Pacheco |

| Arbitro: | Fábio Veríssimo |

|           |           |                          |
| Rocha 26’ | Marcatori | 21’ Aboubakar 75’ Felipe |

| Arbitro: | Artur Soares Dias |

|                                           |           |                         |
| Aboubakar 57’ Brahimi 62’ Marega 79’, 83’ | Marcatori | 22’ Raphinha 88’ Héldon |

#### Girone di ritorno
| Arbitro: | Vasco Santos |

|             |           |                            |
| Eduardo 16’ | Marcatori | 52’ Telles 59’, 65’ Soares |

| Arbitro: | Luís Godinho |

|            |           |  |
| Marega 13’ | Marcatori |  |

| Moreira de Cónegos 30 gennaio 2018, ore 21:00 CET (UTC+1) 20ª giornata | Moreirense    | 0 – 0 referto | Porto | Parque Joaquim de Almeida Freitas (3 232 spett.)\| Arbitro: \| Luís Ferreira \| |
| Arbitro:                                                               | Luís Ferreira |               |       |                                                                                 |

| Arbitro: | Hugo Miguel |

|                                      |           |           |
| Oliveira 13’ Reyes 38’ Aboubakar 73’ | Marcatori | 31’ Silva |

| Arbitro: | Artur Soares Dias |

|  |           |                                           |
|  | Marcatori | 14’, 28’ Soares 57’ Marega 90+1’ Oliveira |

| Arbitro: | Carlos Xistra |

|                                             |           |  |
| Oliveira 2’ Soares 22’, 86’ Marega 34’, 72’ | Marcatori |  |

| Arbitro: | Jorge Sousa |

|                  |           |                                                   |
| Possignolo 90+2’ | Marcatori | 10’, 44’ Marega 16’ Otávio 59’ Soares 66’ Brahimi |

| Arbitro: | Artur Soares Dias |

|                         |           |            |
| Marcano 29’ Brahimi 49’ | Marcatori | 45+1’ Leão |

| Arbitro: | Bruno Paixão |

|            |           |  |
| Vieira 34’ | Marcatori |  |

| Arbitro: | Manuel Oliveira |

|                       |           |  |
| Felipe 2’ Herrera 62’ | Marcatori |  |

| Arbitro: | Hugo Miguel |

|                         |           |  |
| Nathan 10’ Maurides 70’ | Marcatori |  |

| Arbitro: | Nuno Almeida |

|                      |           |  |
| Telles 8’ Otávio 11’ | Marcatori |  |

| Arbitro: | Artur Soares Dias |

|  |           |             |
|  | Marcatori | 90’ Herrera |

| Arbitro: | João Pinheiro |

|                                                         |           |            |
| Marega 5’ Marcano 13’ Brahimi 15’ Corona 35’ Telles 72’ | Marcatori | 23’ Amaral |

| Arbitro: | Carlos Xistra |

|  |           |            |
|  | Marcatori | 89’ Marega |

| Arbitro: | Luís Godinho |

|                          |           |              |
| Oliveira 37’ Brahimi 59’ | Marcatori | 90’ Valencia |

| Arbitro: | João Capela |

|  |           |             |
|  | Marcatori | 69’ Marcano |

### Taça de Portugal
| Arbitro: | Hélder Malheiro |

|  |           |                                                                  |
|  | Marcatori | 20’, 21’ Aboubakar 49’ Marcano 55’ Otávio 59’ Galeno 90’ Hernâni |

| Arbitro: | Artur Soares Dias |

|                                             |           |                       |
| D. Pereira 4’ Aboubakar 90+1’ Brahimi 90+6’ | Marcatori | 30’ Wellington 69’ Sá |

| Arbitro: | Carlos Xistra |

|                                                    |           |  |
| Aboubakar 12’ (rig.) D. Pereira 58’ André 64’, 83’ | Marcatori |  |

| Arbitro: | Manuel Moreira |

|          |           |                      |
| Edno 73’ | Marcatori | 8’ Herrera 20’ Layún |

| Arbitro: | João Pinheiro |

|            |           |  |
| Soares 60’ | Marcatori |  |

| Arbitro: | Jorge Sousa |

|                                             |                      |                                      |
| Coates 86’                                  | Marcatori            |                                      |
| B. Fernandes B. Ruiz Mathieu Coates Montero | Tiri di rigore 5 – 4 | Marcano Telles Felipe Reyes Oliveira |

### Taça da Liga
| Porto 24 ottobre 2017, ore 20:15 WEST 1ª giornata Terzo turno | Porto        | 0 – 0 referto | Leixões | Estádio do Dragão (26 207 spett.)\| Arbitro: \| Vasco Santos \| |
| Arbitro:                                                      | Vasco Santos |               |         |                                                                 |

| Arbitro: | Nuno Almeida |

|                                              |           |  |
| Soares 11’ Marega 21’ Aboubakar 90+1’ (rig.) | Marcatori |  |

| Arbitro: | Bruno Esteves |

|                        |           |                                     |
| Luiz Phellype 30’, 45’ | Marcatori | 17’ Reyes 21’ Brahimi 49’ Aboubakar |

| Arbitro: | Nuno Almeida |

|                                                      |                      |                                                |
| Dost B. Fernandes Mathieu Coates W. Carvalho B. Ruiz | Tiri di rigore 5 – 4 | Telles Marcano Herrera Waris Aboubakar Brahimi |

### Champions League

#### Fase a gironi
| Arbitro: | Anthony Taylor |

|                  |           |                                      |
| Tošić 21’ (aut.) | Marcatori | 13’ Talisca 28’ Cenk Tosun 86’ Babel |

| Arbitro: | Slavko Vinčić |

|  |           |                              |
|  | Marcatori | 31’, 69’ Aboubakar 89’ Layún |

| Arbitro: | Paolo Tagliavento |

|                                    |           |                           |
| Orban 8’ Forsberg 38’ Augustin 41’ | Marcatori | 18’ Aboubakar 44’ Marcano |

| Arbitro: | Ovidiu Hațegan |

|                                      |           |            |
| Herrera 13’ Danilo 61’ Pereira 90+3’ | Marcatori | 48’ Werner |

| Arbitro: | Antonio Mateu Lahoz |

|             |           |            |
| Talisca 41’ | Marcatori | 29’ Felipe |

| Arbitro: | Jonas Eriksson |

|                                                          |           |                            |
| Aboubakar 9’, 33’ Brahimi 45’ Alex Telles 65’ Soares 88’ | Marcatori | 61’ (rig.) Glik 78’ Falcao |

#### Fase ad eliminazione diretta
| Arbitro: | Daniele Orsato |

|  |           |                                          |
|  | Marcatori | 25’, 53’, 85’ Mané 29’ Salah 69’ Firmino |

| Liverpool 6 marzo 2018, ore 20:45 CET | Liverpool    | 0 – 0 referto | Porto | Anfield (48 768 spett.)\| Arbitro: \| Felix Zwayer \| |
| Arbitro:                              | Felix Zwayer |               |       |                                                       |

## Statistiche

### Statistiche di squadra
| Competizione     | Punti | In casa | In casa | In casa | In casa | In casa | In casa | In trasferta | In trasferta | In trasferta | In trasferta | In trasferta | In trasferta | Totale | Totale | Totale | Totale | Totale | Totale | DR  |
| Competizione     | Punti | G       | V       | N       | P       | Gf      | Gs      | G            | V            | N            | P            | Gf           | Gs           | G      | V      | N      | P      | Gf     | Gs     | DR  |
| ---------------- | ----- | ------- | ------- | ------- | ------- | ------- | ------- | ------------ | ------------ | ------------ | ------------ | ------------ | ------------ | ------ | ------ | ------ | ------ | ------ | ------ | --- |
| Primeira Liga    | 88    | 17      | 16      | 1       | 0       | 52      | 10      | 17           | 12           | 3            | 2            | 30           | 8            | 34     | 28     | 4      | 2      | 82     | 18     | +64 |
| Taça de Portugal | -     | 3       | 3       | 0       | 0       | 8       | 2       | 3            | 2            | 0            | 1            | 8            | 2            | 6      | 5      | 0      | 1      | 16     | 4      | +12 |
| Taça da Liga     | -     | 2       | 1       | 1       | 0       | 3       | 0       | 2            | 1            | 1            | 0            | 3            | 2            | 4      | 4      | 2      | 2      | 6      | 2      | +4  |
| Champions League | -     | 4       | 2       | 0       | 2       | 9       | 11      | 4            | 1            | 2            | 1            | 6            | 4            | 8      | 3      | 2      | 3      | 15     | 15     | 0   |
| Totale           | -     | 26      | 22      | 2       | 2       | 72      | 23      | 26           | 16           | 6            | 4            | 47           | 16           | 52     | 40     | 8      | 8      | 119    | 39     | +80 |

### Andamento in campionato
| Giornata  | 1 | 2 | 3 | 4 | 5 | 6 | 7 | 8 | 9 | 10 | 11 | 12 | 13 | 14 | 15 | 16 | 17 | 18 | 19 | 20 | 21 | 22 | 23 | 24 | 25 | 26 | 27 | 28 | 29 | 30 | 31 | 32 | 33 | 34 |
| --------- | - | - | - | - | - | - | - | - | - | -- | -- | -- | -- | -- | -- | -- | -- | -- | -- | -- | -- | -- | -- | -- | -- | -- | -- | -- | -- | -- | -- | -- | -- | -- |
| Luogo     | C | T | C | T | C | T | C | T | C | T  | C  | T  | C  | T  | C  | T  | C  | T  | C  | T  | C  | T  | C  | T  | C  | T  | C  | T  | C  | T  | C  | T  | C  | T  |
| Risultato | V | V | V | V | V | V | V | N | V | V  | V  | N  | N  | V  | V  | V  | V  | V  | V  | N  | V  | V  | V  | V  | V  | P  | V  | P  | V  | V  | V  | V  | V  | V  |
| Posizione | 1 | 1 | 2 | 2 | 1 | 1 | 1 | 1 | 1 | 1  | 1  | 1  | 1  | 1  | 1  | 1  | 1  | 1  | 1  | 2  | 1  | 1  | 1  | 1  | 1  | 1  | 1  | 2  | 2  | 1  | 1  | 1  | 1  | 1  |

Legenda:

Luogo: C = Casa; T = Trasferta. Risultato: V = Vittoria; N = Pareggio; P = Sconfitta.